# Монморанси, Шарлотта Маргарита де
Шарлотта-Маргарита де Монморанси (фр. Charlotte-Marguerite de Montmorency; 11 мая 1594, Пезенас — 2 декабря 1650, Шатийон-Колиньи) — дочь коннетабля Генриха I де Монморанси и его второй жены Луизы де Бюдо, возлюбленная короля Франции Генриха IV, супруга 3-го принца Конде, мать Великого Конде, наследница и хозяйка Шантийи.

## Ранние годы
Шарлотта воспитывалась тёткой, Дианой Французской, образованной и набожной женщиной. В 15-летнем возрасте девушка была представлена Дианой ко двору, где была назначена фрейлиной королевы Марии Медичи, жены Генриха IV. Король влюбился в Шарлотту, разорвал её помолвку с Бассомпьером и выдал замуж за принца Конде, надеясь, что тот будет покладистым мужем королевской фаворитки. Свадьба состоялась в мае 1609 года, а вскоре после неё принц Конде увёз жену подальше от влюблённого короля в провинцию.
Генрих последовал за беглецами, но ему удалось увидеться с Шарлоттой лишь один раз в Амьене. Через некоторое время принц Конде бежал с женой в Брюссель, под защиту испанского наместника эрцгерцога Альбрехта. Король поручил маркизу де Кёвру похитить принцессу. Однако Конде предупредили о готовящемся побеге, и он нарушил планы Генриха. В ярости король потребовал от эрцгерцога выдачи принцессы, угрожая оккупацией Брабанта французскими войсками. Его убийство Равальяком 14 мая 1610 года остановило военные приготовления.
После смерти короля супруги вернулись во Францию. В 1616 году Конде принял участие в заговоре против Кончини, был арестован и подвергнут тюремному заключению. Принцесса ходатайствовала о воссоединении с мужем, и Людовик XIII исполнил её желание. До своего освобождения в 1620 году супруги находились в Венсеннском замке, куда Конде перевели из Бастилии и где родилась их дочь, Анна-Женевьева.

## Зрелые годы

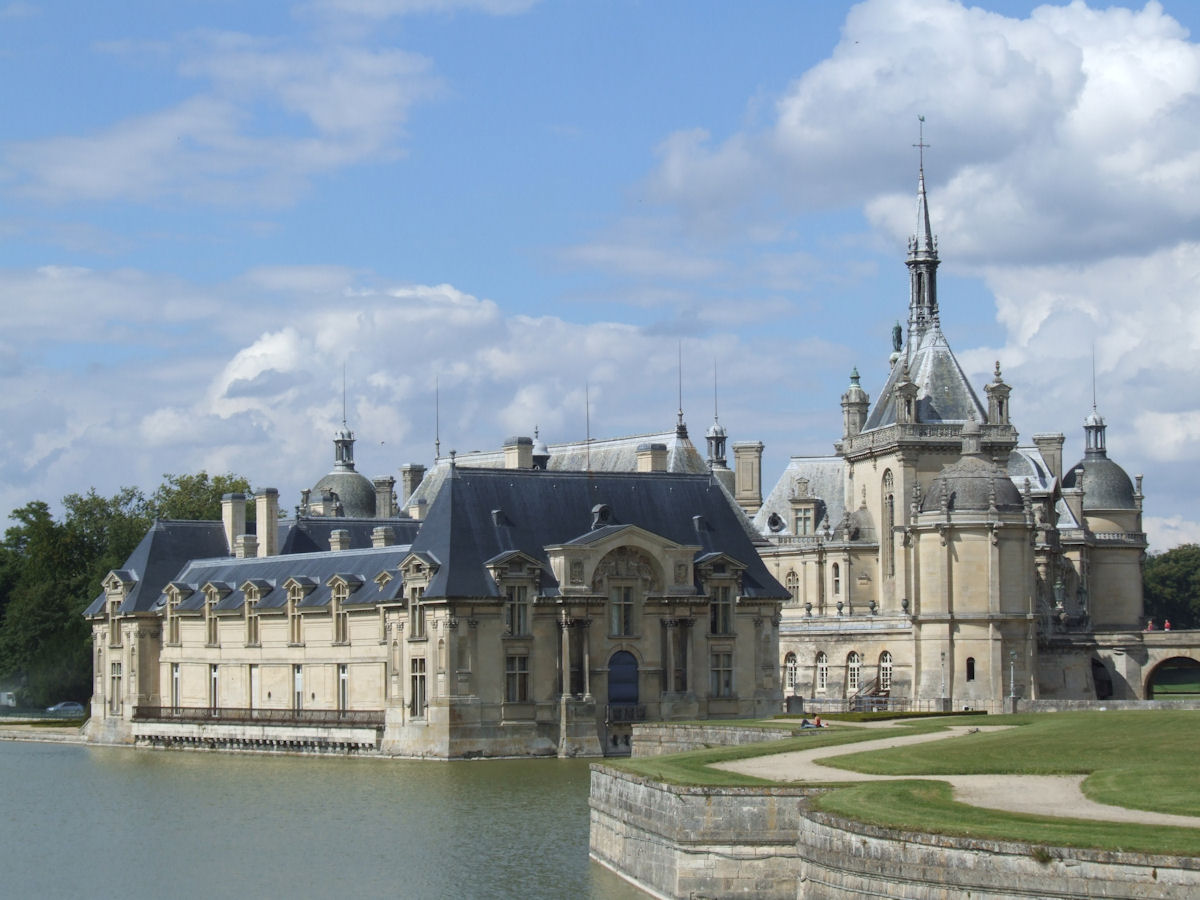
Шантийи — наследственная усадьба Шарлотты Маргариты де Монморанси

После рождения третьего ребёнка муж оставил Шарлотту, забрав с собой старшего сына. Шарлотта жила в столичном отеле Конде, воспитывая двух младших детей.
Принцесса Конде, красивая женщина, в меру набожная, образованная, пользовалась неизменным уважением при королевском дворе. Она не любила кардинала Ришельё, но никогда не вмешивалась в интриги против него. Была постоянной посетительницей знаменитого салона госпожи де Рамбуйе.
В 1627 году она попыталась заступиться за своего двоюродного брата, графа Франсуа де Монморанси-Бутвиля, нарушившего указ о запрете поединков. Однако кардинал был непреклонен — кузена принцессы казнили. Его сына — будущего маршала Люксембурга — Шарлотта взяла на воспитание в свою семью и своими хлопотами обеспечила ему блестящую карьеру.
В 1632 году её единственный брат, Анри II де Монморанси, был арестован за участие в заговоре против короля и осуждён на смертную казнь. О помиловании просила не только принцесса Конде, но и брат короля, Анна Австрийская, другие высокопоставленные лица. Несмотря на это последний представитель герцогской ветви рода Монморанси был казнён, а все его титулы отошли в казну (позднее будут возвращены детям Шарлотты). Она оставила королевский двор и Париж, посвятив всё своё время детям. В 1643 году хозяйка Шантильи стала крёстной матерью будущего короля Людовика XIV.
После смерти Людовика XIII Шарлотта вернулась ко двору. Во время Фронды, несмотря на то, что её дочь и младший сын приняли сторону восставших, она остается верна Анне Австрийской и юному королю. В 1650 году и её старший сын, ранее находившийся среди сторонников короля, переходит на сторону принцев. В январе 1650 года Людовик II Конде, принц Конти и герцог де Лонгвиль (зять принцессы) были арестованы по приказу Мазарини, а герцогиня де Лонгвиль покинула Францию. Шарлотта Конде умерла 2 декабря 1650 года в Шатийон-Колиньи, так и не увидев своих детей. Захоронена в Париже в монастыре кармелиток.

## Дети
- Анна Женевьева де Бурбон-Конде (1619—1679), замужем за Генрихом II Лонгвиль-Орлеанским.
- Людовик II де Бурбон (1621—1686), известный как Великий Конде, наследовал отцу.
- Арман де Бурбон (1629—1666), принц Конти.